# GNOME パネル
GNOME パネル（グノーム・パネル）は、GNOMEデスクトップ環境の、ランチャーやタスクバーといった機能が提供されるグラフィカルシェルである。GNOME 2ではデフォルトのシェルだった。GNOME 3でも利用可能だが、3ではデフォルトのグラフィカルシェルはGNOME Shellに置き換えられた。

## 外観
デフォルトでは、GNOMEデスクトップには、2つのパネルが存在する（1つは画面上部であり、他方は反対側の下部にある）。
上部パネルには、通常「アプリケーション」や「場所」、「システム」といった項目が含まれている。これらの項目の中には、通常のアプリケーションやファイルの場所、システムの設定、管理者用の設定ツールへのリンクも用意されている。上部パネルには、ふつう時計やカレンダー、通知領域などもある。
下部パネルは、デフォルトの設定では空の状態である。これは、画面に現れた各々のウインドウを表示するためである。

## カスタマイズ
パネルのメニューやボタンは、自由自在にカスタマイズできる。新規のメニューやアイコンを追加可能となっており、この機能はMicrosoft WindowsにおけるWindows Explorer（タスクバー）の場合と同じである。
もともと標準で用意されていないアプリケーションをパネルに追加することも可能である。すなわち、パネルの設定は自由度が大きく、ある項目を移動したり削除することもできる。例えば、Microsoft Windowsのユーザーであれば、Windowsのようにスタート・メニューを画面の下部に配置することもできる。通知領域も同様である。不要であれば、上部パネルを削除することも可能となっているため、Windowsの環境に合わせるようにして使用することができる。